# 나쁜 기집애
《나쁜 기집애》는 대한민국의 가수 CL의 노래이다. 제목 나쁜 기집애의 "나쁜" 은 본 뜻 그대로가 아니라 미국에서 속어로 쓰이는, Bad("굉장히 멋있는")이란 의미라고 한다.“나쁜 기집애는 결국 ‘멋진 기집애’라는 뜻”이다.
"평생 외국인 학교만 다녔는데 외국 사람들이 아시아 여성에 대한 뭔가 확고한 이미지가 있다는 것을 알았다. 여성스럽고 조용하고 내성적인 면 같은 거다. 그게 긍정적일 때도 있지만 다른 면도 있다는 것을 보여주고 싶었다. 그들이 바라보는 아시아 여성에 대한 고정관념, 편견을 깨고 싶다는 생각을 항상 하고 있던 것 같다."
1. ↑  “스타뉴스”. 2025년 1월 20일에 확인함.